# یس، گاد، یس
بله خدا بله (انگلیسی: Yes, God, Yes) یک فیلم کمدی-درام آمریکایی، محصول سال ۲۰۱۹ میلادی به نویسندگی و کارگردانی کارن ماین و با ایفای نقش ناتالیا دایر است. این فیلم در ۸ مارس ۲۰۱۹ در فستیوال جنوب از جنوب غربی و در ۲۴ ژوئیه ۲۰۲۰ در ایالات متحده آمریکا منتشر شد.